# Nackthalshuhn
Das Nackthalshuhn ist eine Rasse des Haushuhnes.
Es stammt ursprünglich aus Österreich-Ungarn und wurde in Osteuropa weiterentwickelt. Aufgrund der Fehlannahme, dass es eine Kreuzung zwischen Huhn und Pute (engl. Turkey) sei, trägt es im englischen Sprachraum den Beinamen „Turken“.Es wird aufgrund seiner guten Legeleistung von ca. 200 Eiern pro Jahr und seines guten Fleischansatzes als Zweinutzungshuhn bezeichnet. Der nackte Hals dieser Rasse lässt sie sehr empfindlich und krankheitsanfällig aussehen. Gegenteiliges ist der Fall. Nackthalshühner kommen mit Temperaturen bis zu −20 °C locker aus und sind somit robuster als viele andere Landhühner. Der rassetypische federlose Hals für die Nackthalsigkeit ist auf ein dominantes Gen zurückzuführen.

## Geschichte
Die Nackthalsigkeit dieser Tiere ist auf einen zufällig aufgetretenen Gendefekt entstanden. Die ursprüngliche Heimat der Nackthalshühner bildet das ehemalige Österreich-Ungarn. In Osteuropa wurden die Nackthalshühner in ihrer heutigen Form entwickelt. Das erste Mal präsentiert wurden Nackthalshühner im Jahr 1875 in der Österreichischen Landeshauptstadt Wien. Nach Züchter B. Noack fließt das Blut von Malaien und Cochin in den Adern der heutigen Nackthalshühnern.

## Farbschläge
Es gibt in Deutschland acht anerkannte Farbschläge der Nackthalshühner:
- Rebhuhnfarbig
- Schwarz
- Blau-gesäumt
- Weiß
- Rot
- Gelb
- Gesperbert
- Schwarz-weiß gescheckt

Alle Farbschläge gibt es mit Einfach- und Rosenkamm.

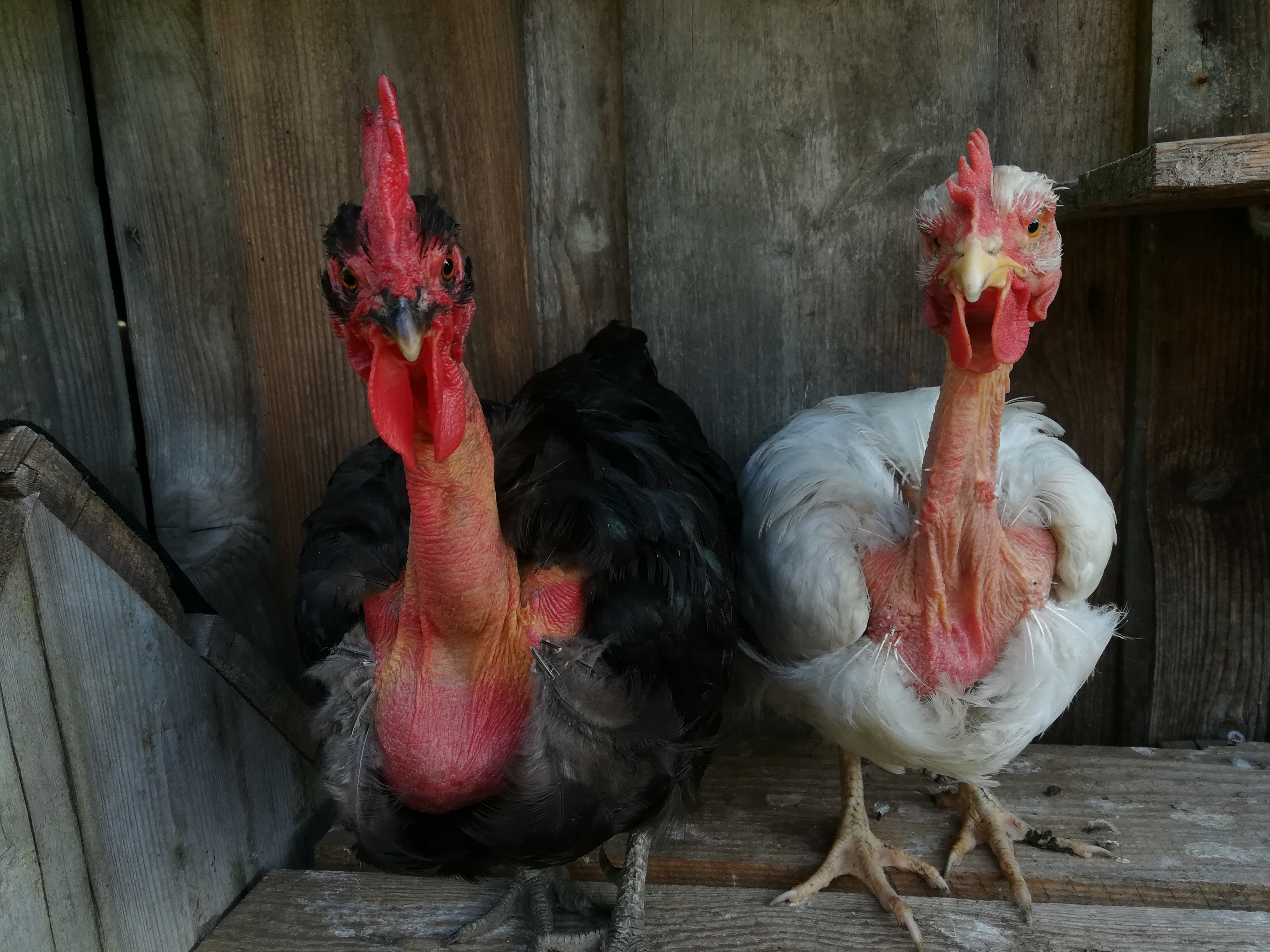
Zwei Nackthalshennen

## Merkmale

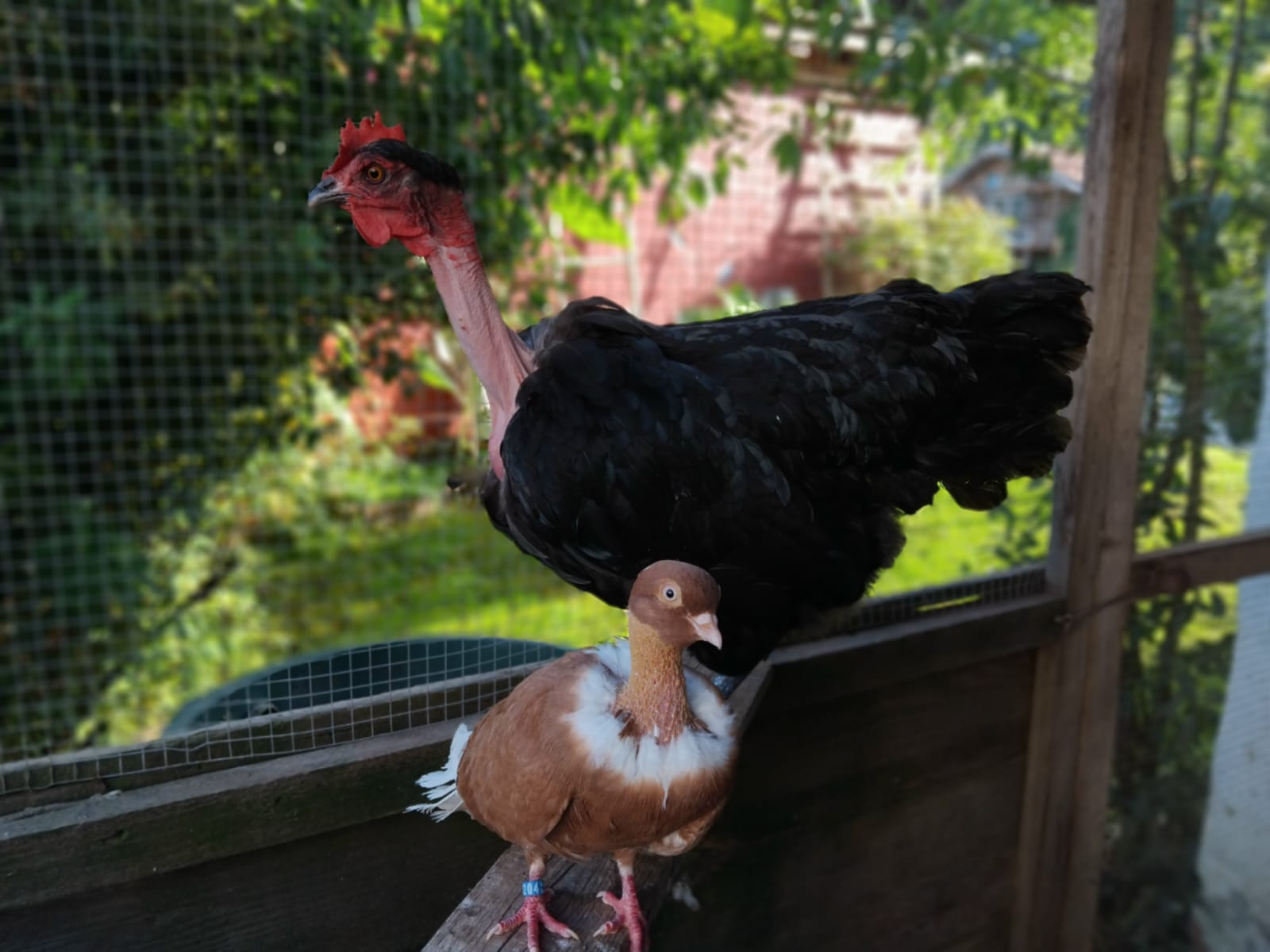
Eine schwarze Nackthalshenne und ein gelber Rumänischer Nackthalstümmler.

Das Hauptrassemerkmal ist natürlich der nackte Hals. Beim Hahn ist dieser leuchtend rot, bei der Henne eher blass. Einzelne Tiere weisen einen kleinen Federbüschel am Hals auf, die sog. "Krawatte". Der Kopf ist wieder normal befiedert, was wie ein kleiner Federschopf aussieht. Dem ist aber nicht so. Sie sind kräftig gebaute Landhühner. Der Hahn bringt etwa 2,5 kg auf die Waage. Hennen sind mit etwa 2,0 kg etwas leichter. Sie haben eine leicht aufgerichtete Haltung. Beide Geschlechter tragen ihren gespreizten Schwanz halbhoch. Der Hahn besitzt stark gekrümmte und recht breite Haupt- und Nebensicheln. Die Ohrlappen sind rot, ebenso wie der kleine Kamm und die mittelgroßen Kehllappen. Die Iris ist Orangerot. Die Nackthalsigkeit ist bereits ab dem ersten Lebenstag zu erkennen. Mischungen mit anderen Rassen besitzen meistens auch einen unbefiederten Hals.

## Haltung
Nackthalshühner sind genügsame Tiere. Wenn ein großer Auslauf vorhanden ist, suchen sie sich den Großteil ihres Futters selbst. Der Stall muss nicht sehr groß sein, da sich die Tiere bei jeglichem Wetter im Freien aufhalten können. Ein Unterstand wäre allerdings erforderlich, sofern der Stall nicht sehr groß ist. Sie brauchen keine isolierten Ställe. Temperaturen bis zu −20 °C machen Nackthalshühnern nichts aus. Im Umgang mit Menschen und anderen Rassen sind sie sehr freundlich. Die Hähne sind in den meisten Fällen nicht aggressiv, dennoch sind sie sehr gute Beschützer für ihre Hennen. Da sie relativ schwer sind, wird kein sehr hoher Zaun benötigt. Es sind sehr langlebige, robuste, und freundliche Tiere.

## Weitere Varianten
Es gibt neben dem Standard-Nackthalshuhn auch noch viele andere Varianten, wie z. B. Showgirls (Mixe aus Zwerg-Nackthals und Zwergseidenhuhn), dem Osteuropäischen Nackthalshuhn (mit Haube), dem afrikanischen Nackthalshuhn (Kämpfertyp) und dem französischen Cou Nu.
Es existiert auch eine Zwergvariante, das Zwerg-Nackthalshuhn.    

## Sonderverein
Es gibt den Sonderverein der Züchter der Nackthalshühner, Zwerg-Nackthalshühner und Rumänischen Nackthalstümmlern von 1905.                                                                                                                                 